# Phoxophrys
Phoxophrys tuberculata — ящірка агаміда з Індонезії. Вид єдиний у роді Phoxophrys, хоча раніше тут були всі види роду Pelturagonia.